# Riu Draa
El riu Draa o Daraa (àrab: وادي درعة, wādī Draʿ; amazic estàndard marroquí: ⴰⵙⵉⴼ ⴻⵏ ⴷⵔⴰ, Asif en Dra) és un riu del Marroc d'uns 1.100 quilòmetres de curs que neix a l'Alt Atles i desemboca a l'oceà Atlàntic. Després del seu naixement, el riu s'obre pas entre les muntanyes Saghro i Siroua, al massís de l'Anti-Atles, excavant el canó de Jeneg Taghia. Salvat el canó, banya la ciutat d'Agdz, on comença la vall del Draa pròpiament dita. Durant els següents 200 quilòmetres, es converteix en una mena d'oasi, ple de palmeres i horts, que contrasta poderosament amb les resseques i vermelloses muntanyes circumdants. Al llarg de la vall hi ha tot d'alcàssers o ksur fets de tova.
Hi destaquen les ciutats de Zagora i Mhamid, la «porta del desert» situada al final de la vall, i també Tamenougalt, antiga capital dels amazics, primers pobladors del Marroc. Entre 100.000 i 200.000 persones viuen a la vall, dedicades fonamentalment a l'agricultura.

## Història
Antigament l'habitaven els dares, una tribu gètula esmentada per Plini el Vell, que també afirmà que al riu hi habitaven cocodrils. Plini l'anomena Daras o Darat.